# 미국 독립 혁명이 프랑스 혁명에 미친 영향

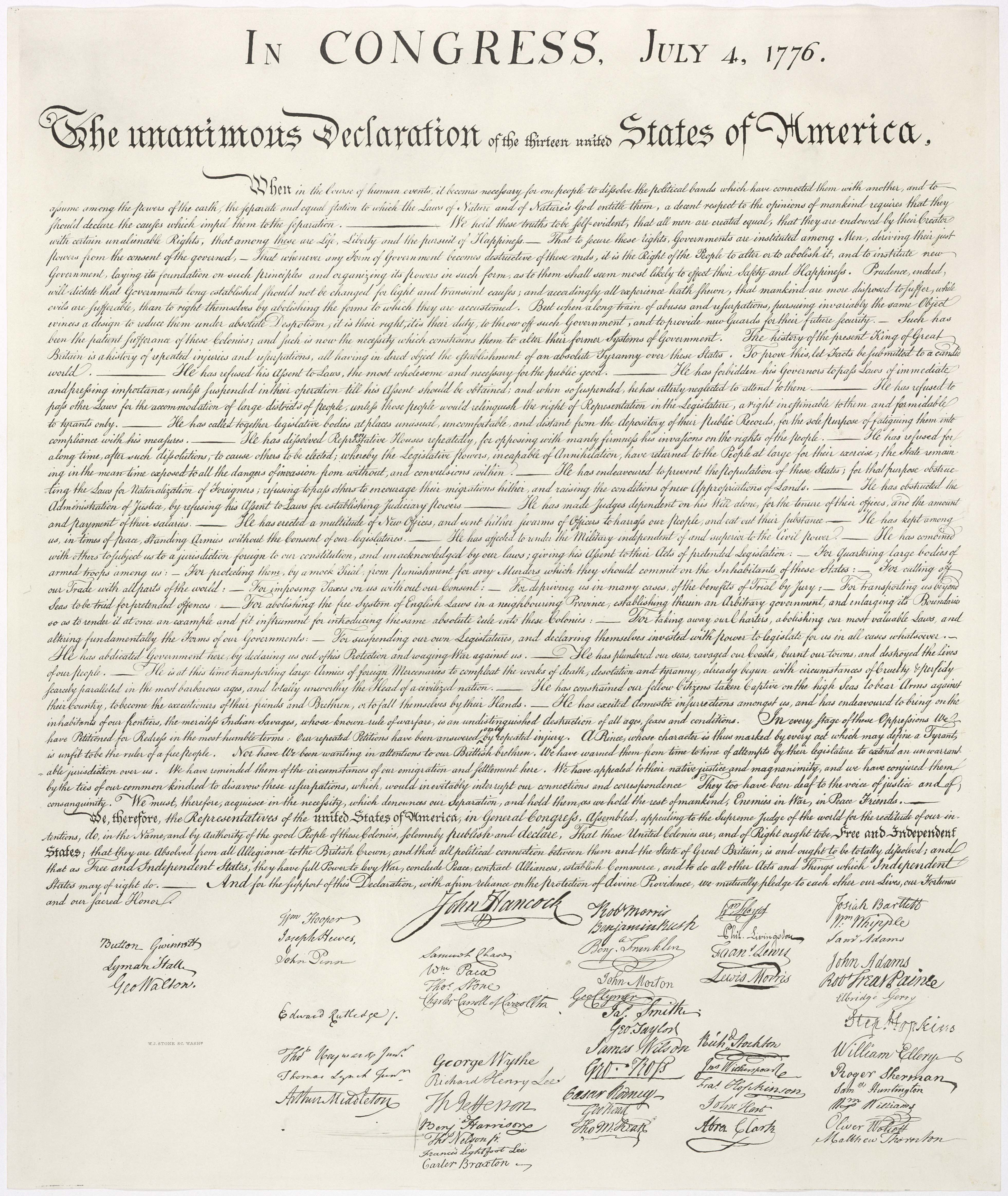
미국 독립선언

미국 독립 혁명(1775~1783)은 프랑스 혁명(1789~1799)에 이념적으로나 정치적으로 큰 영향을 미쳤다. 사실 두 혁명은 계몽시대부터 시작하여 두 혁명 기간 내내 이어진 양방향 대서양 횡단 소통 과정에서 연결되어 있었다. 두 혁명은 매우 달랐는데, 미국 독립 혁명은 식민 지배로부터 국가를 해방시키는 데 좁게 초점을 맞추었던 반면, 프랑스 혁명은 이미 실패하고 있던 군주제를 전복시키는 것을 포함하여 엄격한 계층 구조의 프랑스 사회를 완전히 재건하는 것을 목표로 삼았다. 이러한 차이점에도 불구하고 미국 독립 혁명의 성공은 프랑스에 큰 영향을 미쳤다. 이는 군주제 권력에 성공적으로 도전하여 공화국으로 대체될 수 있음을 보여주었다. 이로 인해 군주제와 앙시앵 레짐의 경직된 계급 구조에 실망한 프랑스 시민들은 용기를 얻었다. 미국의 성공은 민중 봉기의 아이디어를 입증하는 데 도움이 되었고, 새로운, 더 정의로운 정부가 어떻게 구성될 수 있는지에 대한 실제적인 예를 제공했다. 또한, 주요 미국 문서(예: 미국 독립선언)는 프랑스 문서에 영감을 주었다.

## 사상의 교환

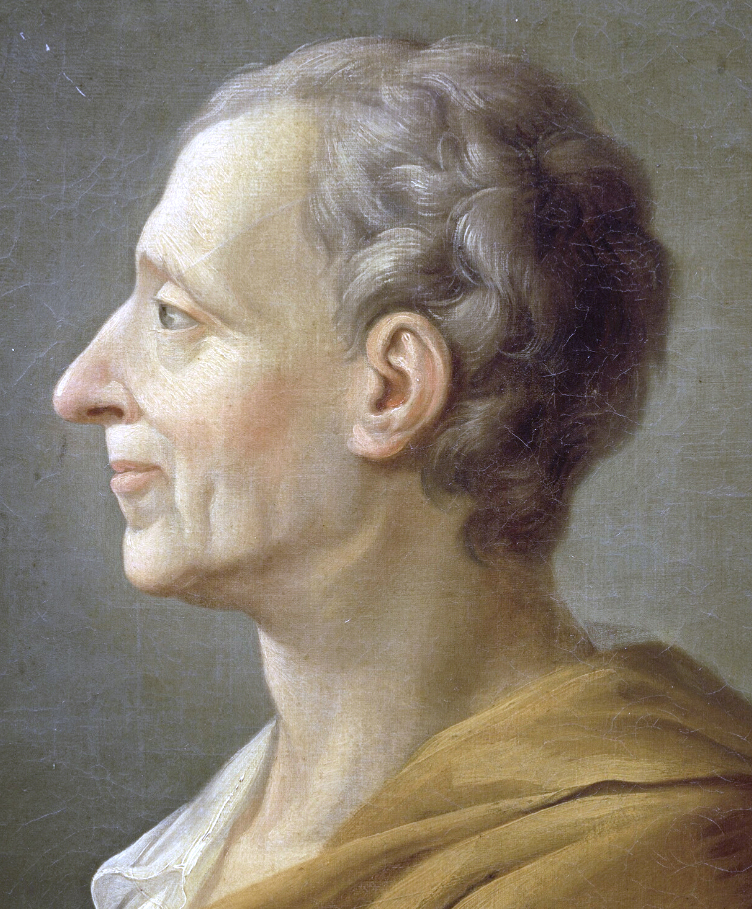
익명의 예술가가 그린 샤를 몽테스키외의 초상화

두 혁명(그리고 유럽과 아메리카의 다른 혁명들) 간의 사상 교환은 종종 '대서양 세계' 사회들을 연결하는 더 넓은 소통망, 즉 '대서양의 사상 및 행위자 네트워크'의 일부로 간주된다. 혁명은 '분위기 속에' 있었으며, 미국 독립 혁명은 유럽과 라틴 아메리카에서 이어진 수많은 혁명 중 첫 번째였다.

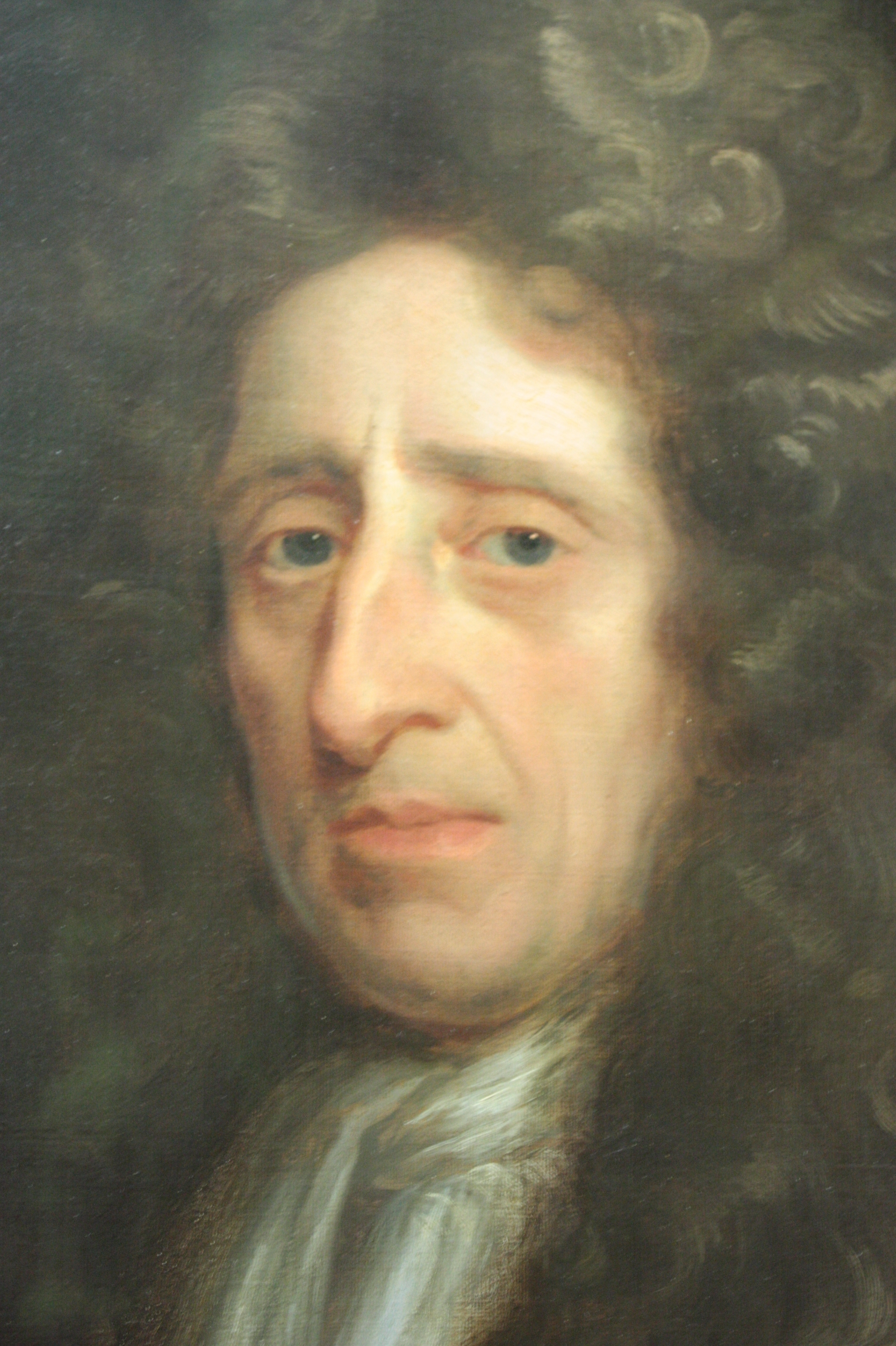
고드프리 넬러가 그린 존 로크의 초상화, 국립 초상화 미술관, 런던

세계 무역의 출현에 힘입어 이 네트워크 내에서의 혁명적 사상 교환은 계몽시대부터 시작되었다. 자연권, 국민주권, 사회 계약과 같은 계몽주의 이상은 두 혁명의 중심이었다. 프랑스와 미국의 지식인 및 혁명가들은 존 로크, 장자크 루소, 몽테스키외와 같은 사상가들에게 크게 의존했다. 따라서 대서양을 동서로 횡단하는 데 45일이 걸리던 시기에도 정치적 담론은 놀라울 정도로 국제적이었다.
미국 독립 혁명이 프랑스에 미친 영향의 핵심은 그 성공이 이러한 철학적 원칙들(또는 적어도 일부)을 실제로 실행했다는 점이다. 따라서 이는 계몽주의 사상의 첫 번째 '실제 세계' 시험 사례가 되었다. 더욱이, 독립선언(1776)과 미국의 헌법(1787)과 같은 주요 미국 문서들은 프랑스 개혁가들과 혁명가들에게 영감을 주었다. 프랑스 개혁가들은 또한 미국 주 헌법을 검토했으며, 단원제 입법부를 만들었던 펜실베이니아 헌법에 특히 관심을 가졌다. 프랑스 혁명의 기초 문서인 인간과 시민의 권리선언(1789)은 미국 독립선언의 직접적인 영향을 받았다. 이 문서들은 계몽주의 이념에 기반한 새로운 정치 체제가 어떻게 수립될 수 있는지를 보여주었다.

## 기타 영향
미국 독립 혁명은 혁명적 성공에 대한 아이디어와 자신감을 제공했을 뿐만 아니라, 여러 다른 직접적 및 간접적인 방식으로 프랑스 혁명에 영향을 미쳤다.
- 수천 명의 프랑스 병력이 미국 혁명에서 싸우기 위해 파견되었다. 이 병사들은 귀족이 없는 사회와 혁명의 성공 가능성에 대한 새로운 시각을 가지고 프랑스로 돌아왔다.
- 프랑스 재정 위기는 프랑스 혁명을 촉발한 직접적인 요인이었다. 이 재정 위기는 주로 영국과의 프랑스 세계 전쟁 때문이었고, 미국 혁명 참여가 그 주요 부분이었다.
- 미국 독립 혁명의 중요한 인물들이 프랑스 혁명 기간 동안 프랑스에 있었다. 일부 경우, 그들은 프랑스 시민권을 부여받고 핵심 문서 초안 작성 등 정치 과정에 참여하도록 초청받았다.

### 미국 독립 혁명에 참전했던 프랑스 병사들의 귀환

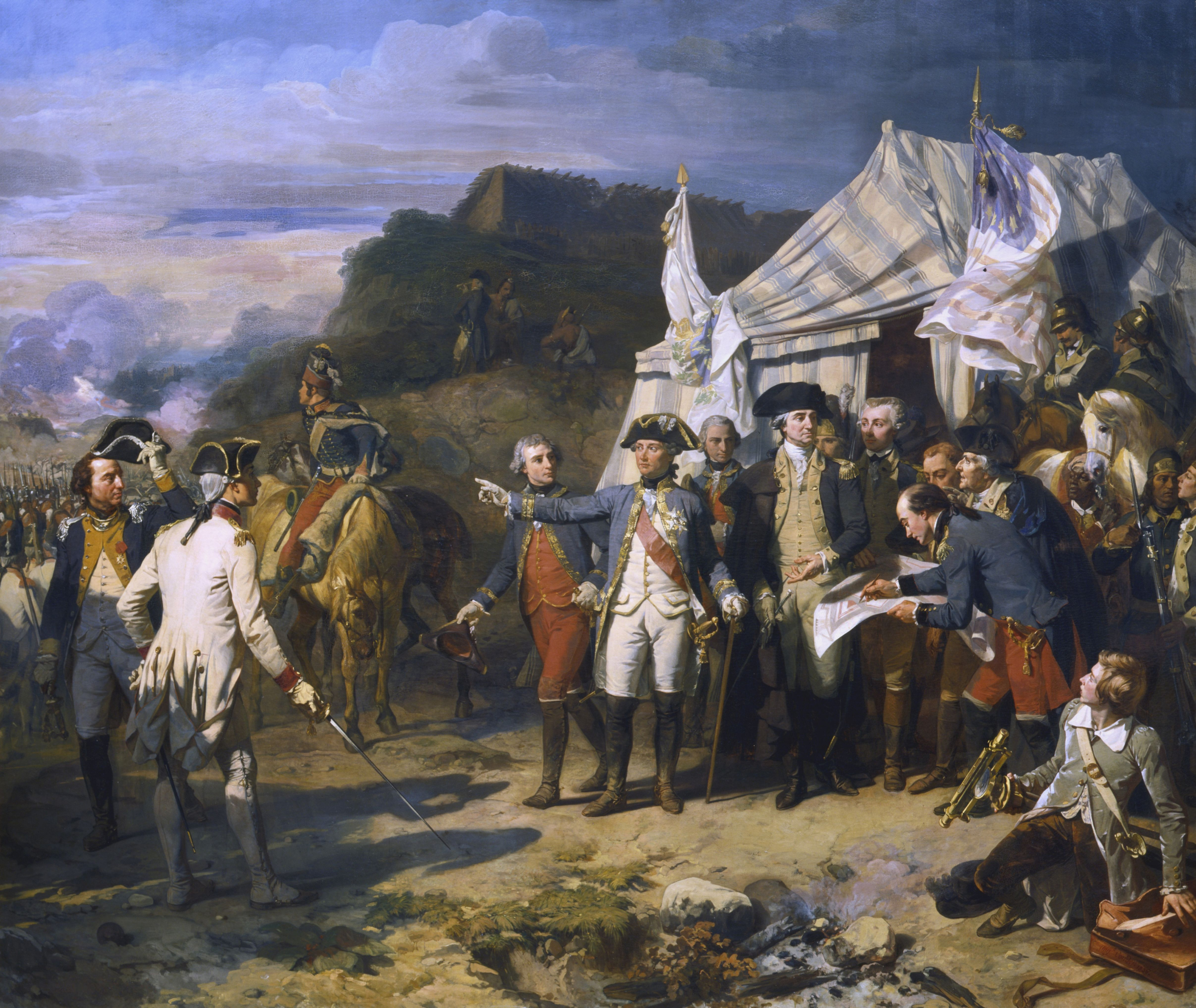
c. 1836년 오귀스트 쿠더의 요크타운 공성전 로샹보(중앙 왼쪽), 워싱턴(중앙 오른쪽), 라파예트 후작(워싱턴 뒤, 오른쪽), 생 시몽 후작(워싱턴 뒤, 왼쪽), 로장 공작(왼쪽, 승마), 메농빌 백작(워싱턴 오른쪽).

프랑스는 1778년에 영국에 대항하여 미국 식민지 편에 서면서 미국 독립 혁명에서 결정적인 군사 및 재정적 역할을 했다. 수천 명의 프랑스 병사와 장교들이 전쟁에 참전했으며, 여기에는 요크타운 전투의 결정적인 전투도 포함되었다. 한 분석가는 '보편적 남성 보통 선거(노예 제외)에 기반한 공화국을 수호하기 위해 싸우는 절대 군주국의 부조리는 프랑스와 유럽의 많은 논평가들에게 간과되지 않았다'고 말했다. 고국으로 돌아온 많은 프랑스 참전용사들은 혁명적 이상과 기존 군주제에 대한 성공적인 반란의 가능성에 대한 믿음을 가지고 돌아왔다. 이 병사들의 프랑스 지방 귀환 패턴에 대한 학술적 분석은 그들이 미국 독립 혁명에 참전하지 않은 병사들보다 자신들의 지역에서 혁명을 선동하는 데 더 전투적인 역할을 했다는 것을 보여준다.

### 프랑스 국가의 재정 위기
루이 16세 치하의 프랑스 군주국은 미국 독립 혁명에 대한 재정 지원 때문에 부분적으로 심한 빚을 지고 있었다. 전쟁의 재정적 비용은 프랑스의 재정 상황을 크게 악화시켰고, 경제적 어려움, 사회적 불평등, 정치적 불만을 야기하여 혁명을 촉발한 더 일반적인 경제 위기에 기여했다. 특히, 재정 위기와 왕이 이를 해결하기 위해 취한 조치들이 1789년의 첫 발포를 직접적으로 앞서고 촉발한 사건들이었다.

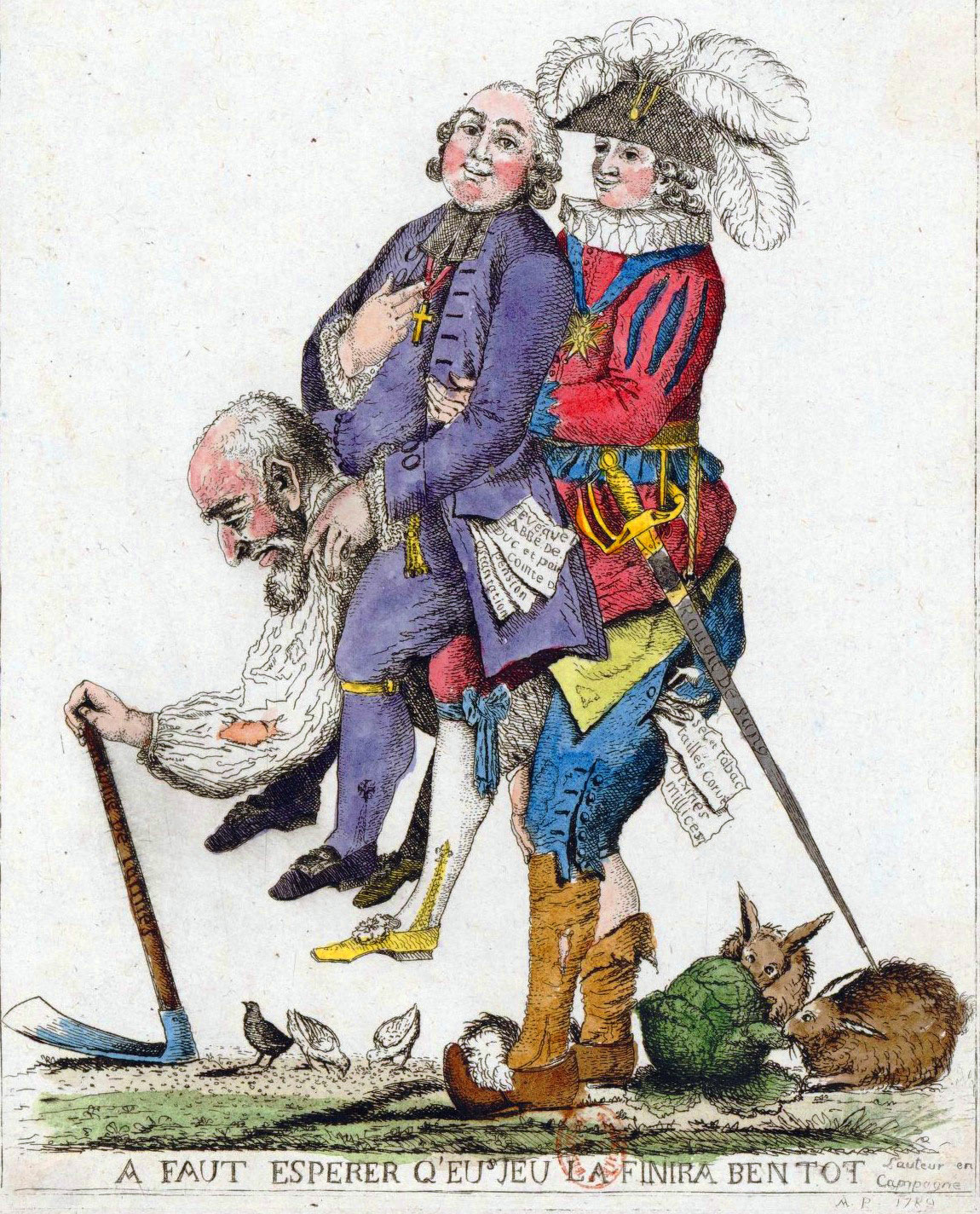
제3신분이 제2신분(귀족)과 제1신분(성직자)을 등에 업고 있는 혁명 전 만화

재정 위기를 해결하기 위한 여러 차례의 unsuccessful attempts 끝에, 왕은 1789년 5월에 위기를 해결하기 위한 목적으로 삼부회를 소집하는 데 동의했다. 삼부회는 성직자, 귀족, 평민의 세 신분으로 구성되었으며, 1614년 이래로 소집된 적이 없었다. 이 기구는 위기를 해결할 수 없었다(문제의 엄청난 규모를 고려하면 당연한 일이다). 왕은 그 후 비효율적으로 이를 해산하려 했으나 나중에 결정을 철회해야 했다. 제3신분은 결국 왕의 승인을 구하지 않고 스스로를 입법 기관인 국민의회로 선언했다. 이는 왕의 권위를 더욱 약화시켰다. 동시에 국민의회는 식량 부족과 높은 물가로 고통받던 파리 민중의 우려를 해결하거나 통제할 수 없었다. 1789년 7월, 그들은 바스티유를 공격하여 점령했고, 이 사건이 프랑스 혁명의 시작을 알렸다. 한 프랑스 학자가 요약했듯이, "앙시앵 레짐의 재정 역사는 혁명으로 직접 이어졌다. 재무부의 위기가 결국 해결 불가능하다는 것이 입증되자 최후의 수단으로 삼부회가 소집되었기 때문에 혁명이 발생했다.":30

### 혁명 기간 중 프랑스에 있었던 미국인들

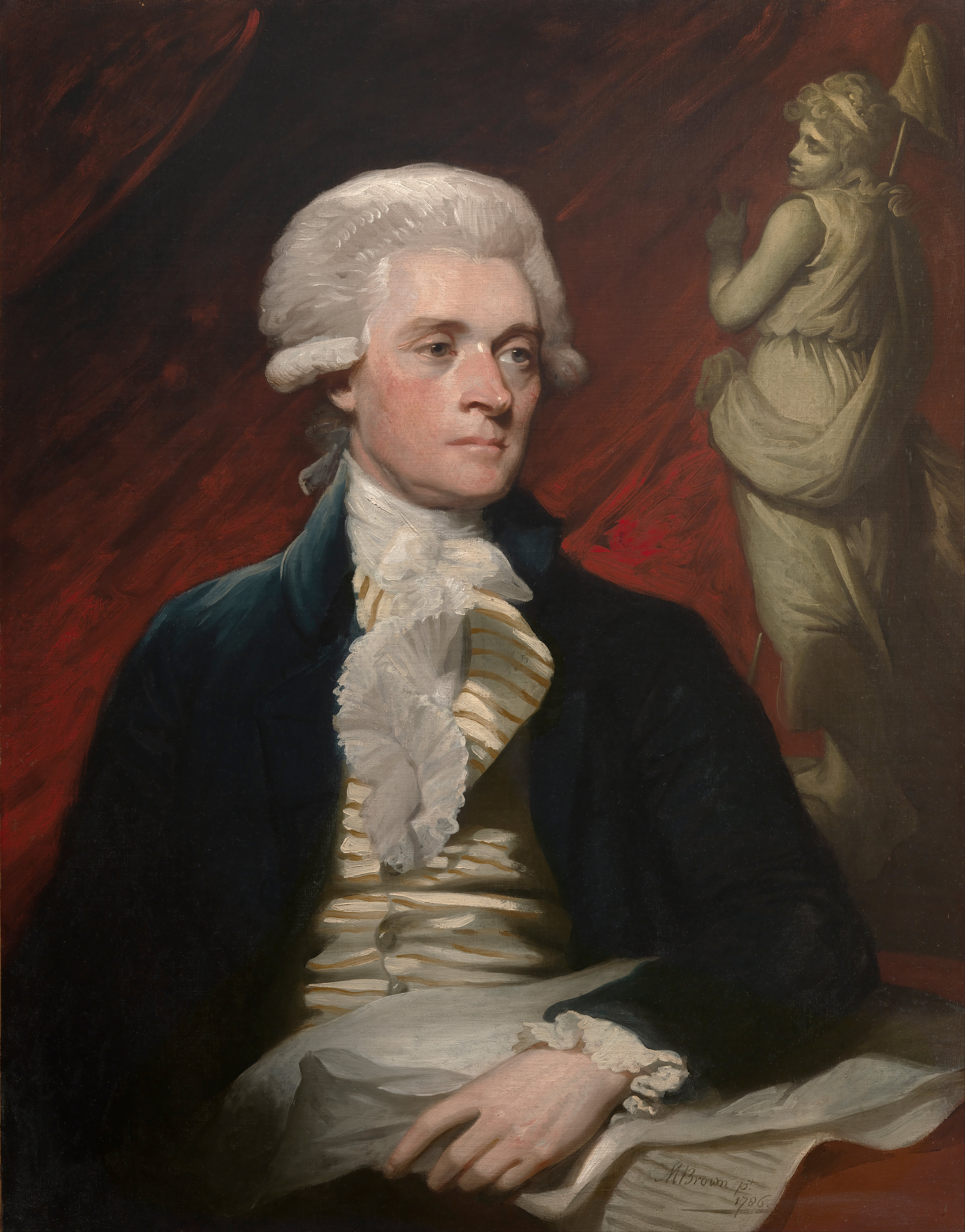
매더 브라운이 그린 1786년 토머스 제퍼슨 초상화

혁명 기간 동안 프랑스에는 여러 영향력 있는 미국인들이 있었다. 그들은 다양한 성공을 거두며 자신들의 혁명적 전문성을 프랑스 상황에 적용하려 했다. 이들 중 가장 주목할 만한 인물은 토머스 제퍼슨, 거버너 모리스, 토머스 페인이었다. 토머스 제퍼슨은 1785년 5월부터 1789년 9월까지 미국 전권대사였다. 모리스는 사업가였으며, 친구의 담배 사업을 구제하고, 서부 토지를 판매하며, 파산한 프랑스 정부로부터 전쟁 채권을 구매할 개인 투자자를 찾기 위해 파리에 있었다. 그는 나중에 프랑스 전권대사로 임명되었으며, 1792년부터 1794년까지 그 직책을 수행했다. 그는 공포 정치 기간 동안 프랑스에 남아 있던 유일한 고위 미국 관리였다. 두 사람 모두 파리의 명문 살롱에 참석했으며 영향력 있는 사람들에게 조언을 제공했다. 제퍼슨은 다른 저명한 미국인들과 함께 라파예트 후작의 인간과 시민의 권리선언 초안 작성에 대해 자문을 받았다. 그러나 실제적으로 그들의 급변하는 혁명적 사건에 대한 영향력은 미미했다. 그들이 영향을 미칠 수 있었던 프랑스 혁명가들의 관심은 다른 곳에 집중되어 있었다.:17-18

#### 토머스 페인

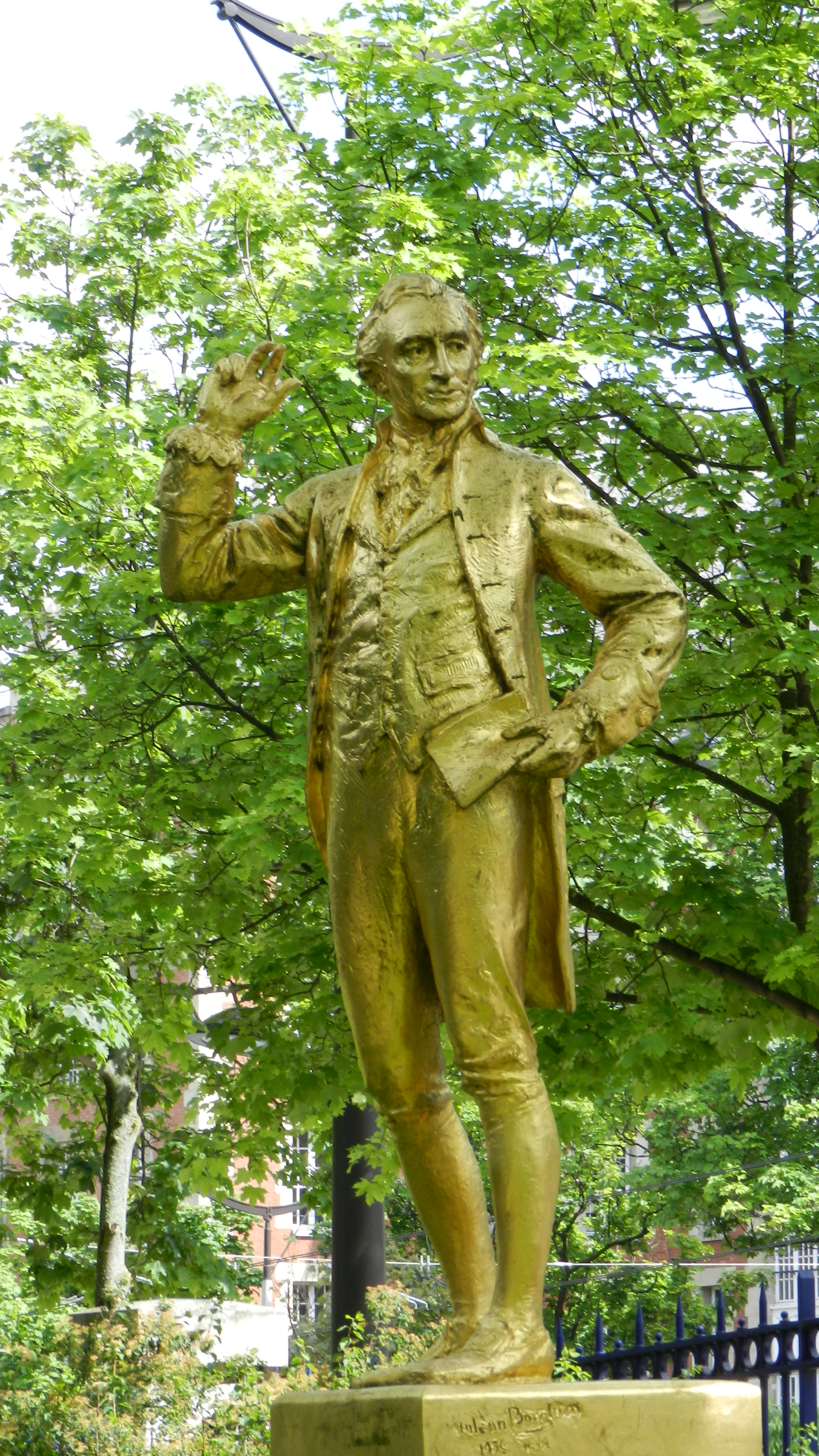
1948년에 봉헌된 파리 몽수리 공원에 있는 토머스 페인 동상

토머스 페인은 프랑스 혁명에서 직접적인 역할을 했고, 실제로 기요틴에 처형될 뻔했다.:83 1792년, 입법 의회는 페인에게 그의 저서 인간의 권리 2부 출판을 인정하여 명예 프랑스 시민권을 부여했다.:62 그는 국민공회 의원으로 선출되었고, 헌법 초안 작성을 담당하는 9인 그룹의 일원이었다. 그의 초안은 분명히 지롱드파 성향을 띠고 있었으며(즉, 그는 혁명 운동 내에서 온건파임을 드러냈다).:1 실제로 페인은 항상 혁명의 온건파와 보조를 맞추었다. 특히 그는 왕의 처형에 반대하며 그를 미국으로 추방하는 것을 선호했다. 이는 그를 지롱드파의 진영에 확고히 두었으며, 지롱드파는 공포 정치 기간 동안 반혁명분자로 숙청될 예정이었다.
1793년 12월 말, 페인은 국민공회에서 축출되었고 공안위원회에 의해 체포되었다. 이는 프랑스와 전쟁 중인 국가의 모든 외국 국적자를 외국 세력의 요원으로 간주하여 체포하도록 명령하는 법률에 따른 것이었다(이 점에서 페인은 영국 국적자로 취급되었다).:84. 거버너 모리스는 그의 석방에 거의 노력하지 않았지만, 그가 대사직에서 교체된 후, 후임자 제임스 먼로는 그가 미국 시민임을 주장하여 그의 석방을 확보했다. 그는 수감 생활로 인해 건강이 매우 좋지 않았음에도 불구하고 국민공회에 복귀되었다. 페인은 새로운 1795년 헌법 채택에 반대한 단 세 명의 의원 중 한 명이었다. 이는 1793년 몽타냐르 헌법에 의해 최소한 남성에게 선언되었던 보통선거가 폐지되었기 때문이었다.

## 내용주
1. ↑  프랑스 베르사유 궁전의 전투 갤러리에 소장되어 있다. 복사본은 요크타운의 콜로니얼 내셔널 역사 공원 방문자 센터에 전시되어 있다.

## 같이 보기
- 혁명의 시대